# Чепарі (комуна)
Чепарі (рум. Cepari) — комуна у повіті Арджеш в Румунії. До складу комуни входять такі села (дані про населення за 2002 рік):
- Валя-Мегурей (153 особи)
- Замфірешть (22 особи)
- Керпеніш (587 осіб)
- Морешть (233 особи)
- Урлуєшть (313 осіб)
- Чепарій-Пеминтень (611 осіб) — адміністративний центр комуни
- Чепарій-Унгурень (387 осіб)
- Шендрулешть (179 осіб)

Комуна розташована на відстані 148 км на північний захід від Бухареста, 45 км на північний захід від Пітешть, 114 км на північний схід від Крайови, 96 км на південний захід від Брашова.

## Населення
За даними перепису населення 2002 року у комуні проживали 2485 осіб.
Національний склад населення комуни:
| Національність | Кількість осіб | Відсоток |
| -------------- | -------------- | -------- |
| румуни         | 2481           | 99,8%    |
| цигани         | 3              | 0,1%     |
| угорці         | 1              | < 0,1%   |

Рідною мовою назвали:
| Мова      | Кількість осіб | Відсоток |
| --------- | -------------- | -------- |
| румунська | 2484           | > 99,9%  |
| угорська  | 1              | < 0,1%   |

Склад населення комуни за віросповіданням:
| Релігія       | Кількість осіб | Відсоток |
| ------------- | -------------- | -------- |
| православні   | 2483           | 99,9%    |
| римо-католики | 1              | < 0,1%   |
| реформати     | 1              | < 0,1%   |